# Dolenji Podšumberk
Dolenji Podšumberk je naselje u slovenskoj Općini Trebnju. Dolenji Podšumberk se nalazi u pokrajini Dolenjskoj i statističkoj regiji Jugoistočnoj Sloveniji. 

## Stanovništvo
Prema popisu stanovništva iz 2002. godine naselje je imalo 32 stanovnika.